# Tephrosia retamoides
Tephrosia retamoides är en ärtväxtart som först beskrevs av John Gilbert Baker, och fick sitt nu gällande namn av Soler.. Tephrosia retamoides ingår i släktet Tephrosia och familjen ärtväxter. Inga underarter finns listade i Catalogue of Life.